# Krisztina Hohn
Krisztina Hohn (nascida em Komló, Hungria, em 16 de junho de 1972) é uma política húngara. Serviu como prefeita de Mánfa de 2006 a 2018. Em 2018 começou a servir como membro do parlamento na Assembleia Nacional da Hungria e vice-presidente da Comissão Parlamentar de Orçamentos. Nas eleições parlamentares de 2018 na Hungria, representou o 2.º OEVK do condado de Baranya. Krisztina substituiu György Gémesi.